# Penitenciario (presbítero)
El penitenciario es el vicario del obispo para los casos reservados; ordinariamente, es una de las dignidades de la catedral.
Antiquísima es la institución de los penitenciarios; algunos la hacen remontar hasta el papa Cornelio, que ocupaba el pontificado en 251. Algunos autores creen que este oficio no se estableció en Roma hasta Benedicto II, que ascendió a la silla pontificia en 684.
Tomasino habla del penitenciario con unos pormenores que no podemos seguir; basta observar que en tiempo de las persecuciones, según refiere Sócrates de Constantinopla, los obispos que hasta entonces habían oído solos las confesiones de los sacerdotes y de los fieles, establecieron en sus diócesis presbíteros penitenciarios a fin de que los que pecasen después del bautismo, confesasen con ellos sus pecados. Ocurrió en Constantinopla en el pontificado de Nectario, que una mujer después de haberse confesado con el penitenciario, confesó luego en público haber pecado con un diácono, mientras se hallaba en la iglesia cumpliendo la penitencia que se le había impuesto; lo que obligó a Nectario, dice el mismo autor, a abolir el penitenciario y la penitencia pública. Todas las Iglesias de Oriente siguieron el ejemplo de la de Constantinopla, mas este decreto no comprendía la penitencia pública por los pecados secretos. En Occidente esta penitencia pública por los pecados ocultos se practicó hasta el siglo XII.
El Concilio de Letrán celebrado bajo Inocencio III, manda que establezcan los obispos en las iglesias catedrales y demás conventuales, personas idóneas que puedan ayudarles no solo en el ministerio de la predicación, sino también en el de oír las confesiones e imponer penitencias. Este es, dice Fleury, el origen del penitenciario o confesor general, tal como se halla en la actualidad y en él descargaron después los obispos las confesiones que habían acostumbrado a oír personalmente, es decir todos los casos reservados de los sacerdotes y fieles porque en los casos ordinarios cada uno confesaba con su párroco.
El Concilio de París del año 1212, mandaba a los clérigos confesarse con su propio prelado y no con otros y todo esto bajo pena de suspensión y aun de excomunión; mas según la disciplina actual de la Iglesia, no son necesarias estas dispensas. Los presbíteros no están ya obligados a confesarse con su obispo, ni con el penitenciario a no ser en los casos reservados, lo mismo que los legos. 
Consta por un Concilio de York de 1194, que desde antes del Concilio de Letrán se conocía en las diócesis un confesor general pues se dice en él que si los perjuros y excomulgados se sienten tocados de un verdadero arrepentimiento, el obispo o en su ausencia el confesor general de la diócesis, les impondrá la penitencia canónica.
Los penitenciarios, con quienes se confesaban particularmente los presbíteros, subsistían todavía cuando el Concilio de Trento erigió el cargo de penitenciario en título de beneficio y dignidad en estos términos: 

Establezcan también los mismos prelados en todas las catedrales en que haya oportunidad para hacerlo aplicándole la prebenda que primero vaque, un canónigo penitenciario, el cual deberá ser maestro o doctor o licenciado en teología o en derecho canónico y de cuarenta años de edad o el que por otros motivos se hallare mas adecuado, según las circunstancias del lugar, debiéndosele tener por presente en el coro, mientras asista al confesonario en la iglesia.

Los Concilios de Burdeos y Tours de 1683, de Bourges de 1581, de Aix de 1585, de Burdeos de 1621 y el primero de Milán celebrado bajo San Carlos, renovaron este decreto del Concilio de Trento. El papa Pío VII en la bula dada con motivo del concordato francés de 1817 para la nueva circunscripción de las diócesis, dispone que en cada cabildo, un canónigo desempeñe el cargo de penitenciario. 

Los obispos cuidarán de que en cada capítulo haya dos canónigos de los cuales el uno desempeñe las funciones de penitenciario y el otro las de lectoral.

El papa en las bulas de institución canónica, recuerda esta misma prescripción a los obispos.
Los penitenciarios de Roma han gozado siempre de muchísima consideración y parece que a ejemplo de ellos se introdujo esta dignidad en las demás Iglesias de Occidente. Se habla de él como de una dignidad que recibió grandes prerrogativas.